# Le Compotier
Le Compotier est un tableau réalisé par le peintre français Georges Braque en 1908. Cette huile sur toile est une nature morte cubiste représentant des pommes, des poires, un citron et peut-être une banane dans et autour d'un compotier posé sur une table. Elle est conservée au Moderna Museet, à Stockholm.